# だし巻き卵

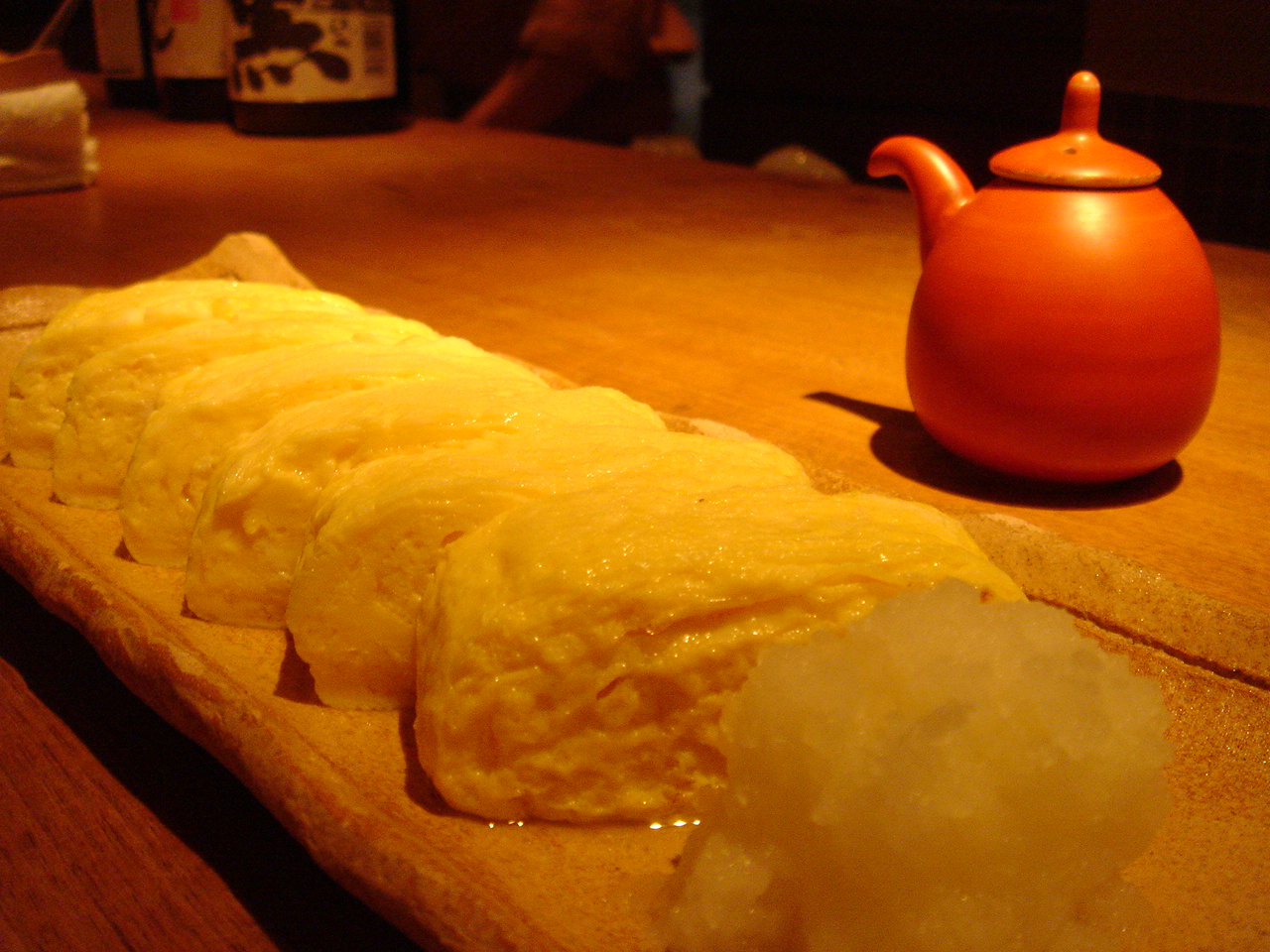
だし巻き卵

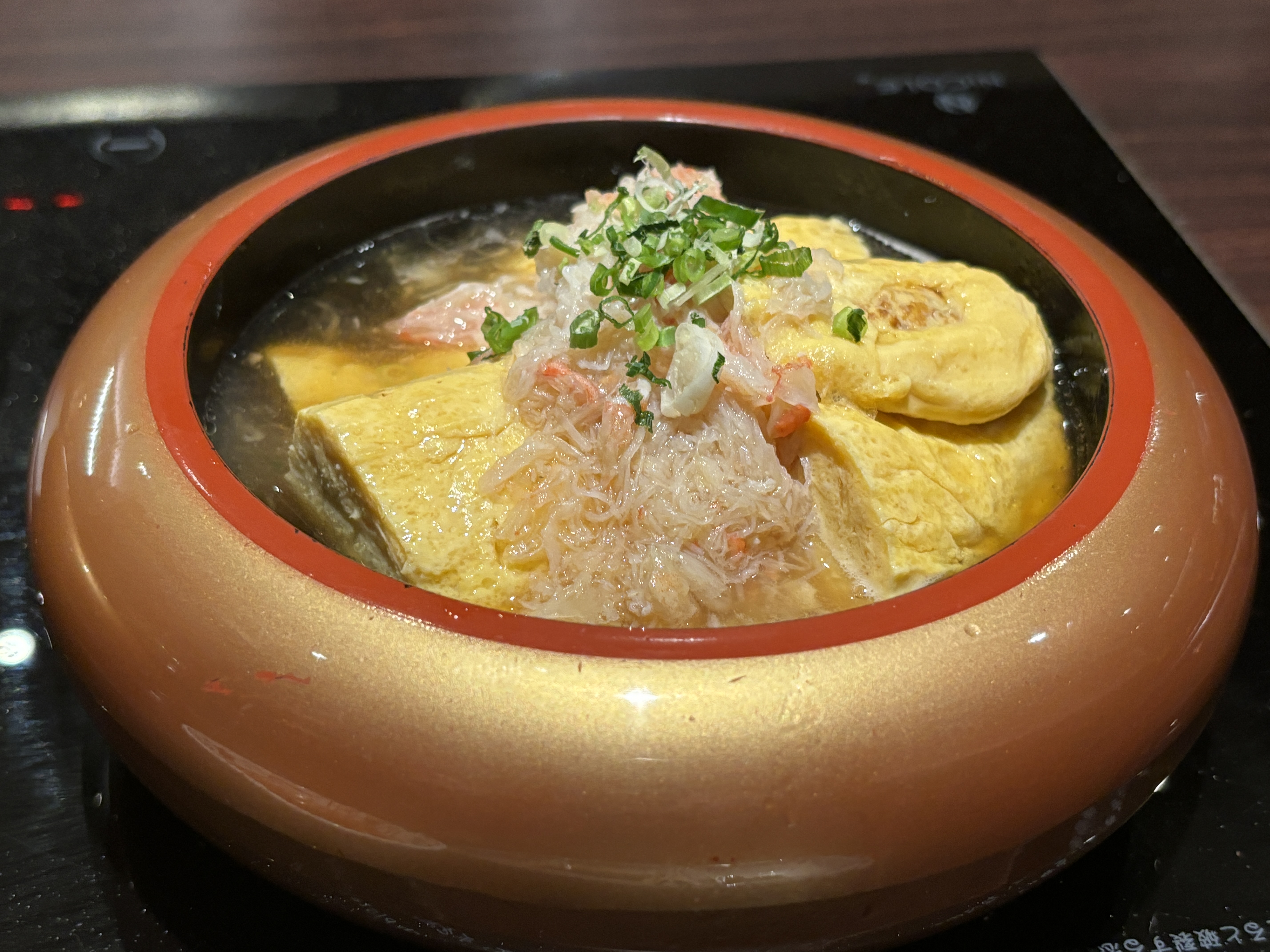
だし巻きカニあんかけ

だし巻き卵（出汁巻卵、だしまきたまご）は、溶き卵に出汁を混ぜて焼き固める料理である。単にだし巻きとも呼ばれる。

## 概要
卵焼きの一種であるが、だしをたっぷりと含むものについて特にこの名称が使用される。一般的には関西風の味付けで柔らかく焼き上げられたものがイメージされることが多い。
近畿地方では、だし巻き卵をメインのおかずにした「だし巻き卵定食」が食堂のメニューとして採用されていることもある。

## 作り方

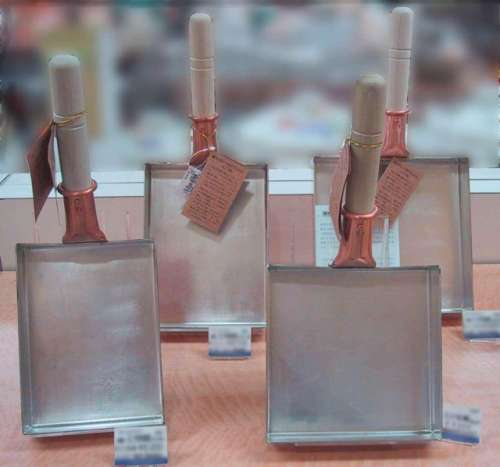
卵焼き器
（左:西型･右:東型）

鶏卵を割ってよく溶き、だし汁を加えて、油を引いた調理器具を使って少しずつ巻き上げながら焼く。
きめ細かく仕上げるために溶いた卵を網などで濾したり、生地に水溶きした浮き粉や片栗粉を混ぜることもある。
焼く際には「玉子焼き鍋」「卵焼き器」と呼ばれる銅製の四角い鍋が使用されるが、だし巻き卵には関東式の正方形の鍋よりも、縦に長い関西式の鍋のほうが適している。
鍋の奥から手前に巻く巻き方（大阪巻き）が一般的ではあるが、京都など一部の地域では手前から奥に向かって巻いていく（京巻き）。
焼き上がり後には巻き簾で形を整え冷まして完成となる。
熟練した料理人の作る出汁を多く含むだし巻き卵は、極めて柔らかく、持ち上げると出汁が滴り落ちる。
専門店で製造販売されるほか、真空パックの大量生産品がスーパーマーケットなどでも取り扱われており、業務用の商品も流通している。